# Municipio de Oxford (condado de Butler)
El municipio de Oxford (en inglés: Oxford Township) es un municipio ubicado en el condado de Butler en el estado estadounidense de Ohio. En el año 2010 tenía una población de 23661 habitantes y una densidad poblacional de 247,6 personas por km².

## Geografía
El municipio de Oxford se encuentra ubicado en las coordenadas 39°31′24″N 84°45′39″O / 39.52333, -84.76083. Según la Oficina del Censo de los Estados Unidos, el municipio tiene una superficie total de 95.56 km², de la cual 94.72 km² corresponden a tierra firme y (0.88%) 0.84 km² es agua.

## Demografía
Según el censo de 2010, había 23661 personas residiendo en el municipio de Oxford. La densidad de población era de 247,6 hab./km². De los 23661 habitantes, el municipio de Oxford estaba compuesto por el 88.25% blancos, el 3.93% eran afroamericanos, el 0.14% eran amerindios, el 4.9% eran asiáticos, el 0.01% eran isleños del Pacífico, el 0.57% eran de otras razas y el 2.2% pertenecían a dos o más razas. Del total de la población el 2.16% eran hispanos o latinos de cualquier raza.